# 杏さゆり
杏 さゆり（あんず さゆり、1983年9月20日 - ）は、日本のタレント、グラビアアイドル、歌手、女優。神奈川県出身。

## 略歴
2000年に、第5回ミスヤングマガジンにて準グランプリ受賞。
カメラマンを通じてヤングジャンプ編集部に紹介され、以降は「くびれの女王」と呼ばれた。
デビューから2005年まではインターアクトに所属。
2006年からは、所属事務所を田辺エージェンシーへ移し、グラビアでの活動再開。
2011年に、コモンズ2、メディアリンクスを経て、2016年よりSTARKプロモーションへ移籍。以降は舞台を中心に活動するが、2021年には7年ぶりにグラビア撮影に挑戦している。

## 人物・エピソード
- 姉と兄がいる（ブログにて）。
- 特技は、スノーボード、サーフィン、英会話。スノボ歴20年[10]。
- プロフィールで血液型を不明としていたが、後に「A型」と公表。
- イギリスへの留学経験があるため、英語が分かる。
- テレビ番組『落下女』で共演した若槻千夏とは親友。また小倉優子を始め元AKB48の篠田麻里子、相川七瀬とも仲が良い。
- 後輩に対する面倒見などが非常によかったらしく[11]、磯山さやかや中川翔子など、同業のグラビアアイドルにも高い人気を誇る。
- 田辺エージェンシーに移籍前は厚化粧で、三村マサカズ（さまぁ〜ず）から「（厚化粧をしていた時の顔が）アイコラみたいだったよ」と言われた事がある[12]。2022年にはグラビア全盛期は半年間給料0円だったことなどが語られた[13]。
- 2002年当時のプロフィールは、B85・W59・H88cmと公表していた。
- 『FILM FACTORY』にて、監督業に挑戦。
- チャームポイントは、お尻。
- 嫌いな食べ物は「うどん」。理由は「飲み込めないから[14]」。

## 出演

### テレビ

#### ドラマ
- いつみても波瀾万丈 再現VTR（1999年12月、日本テレビ） - 麻丘めぐみ 役
- G-taste ウェイトレス編（2001年5月3日、テレビ朝日） - 城ヶ崎唯 役
- R＃（ルームナンバー） R＃414「占い少女」（2003年5月1日、テレビ朝日） - サユリ 役
- 初体験天使-Virgin Angel- 「サンプルベビー」（2004年1月12日・19日、メ〜テレ） - 坂本アキエ 役
- 駄目ナリ!（2004年8月 - 10月、よみうりテレビ） - 加賀谷麻実 役
- 87%（2005年1月 - 3月、日本テレビ） - 藤城真奈美 役
- ミステリー民俗学者 八雲樹（2004年11月12日・19日、テレビ朝日） - 第5話・第6話ゲスト「生けにえの島の少女」篠原佐用子 役
- エコエコアザラク〜眼〜（2004年1月 - 3月、テレビ東京） - 佐橋恵理 役
- ホテルサンライズHND（羽田）〜最後のステイ〜 ROOM555「LOST MAN」（2005年3月31日、テレビ東京）
- 劇団演技者。 「あの娘ぼくがロングコント決めたらどんな顔するだろう」（2005年5月 - 6月、フジテレビ）
- 恋人未満（2006年、テレビ朝日） - 江口和美 役
- 素敵な夢を叶えましょう（2006年6月30日・7月7日・21日、毎日放送） - 咲矢ハナ役（初主演）
- 黒い太陽（2006年7月 - 9月、テレビ朝日） - 桜井久美子 役
- アンナさんのおまめ（2006年10月 - 12月、テレビ朝日） - 西園寺アンナ 役
- 水曜ミステリー9・神楽坂署生活安全課3（2007年10月17日、テレビ東京） - 安藤智子 役
- シャワーGirl!（2007年12月15日深夜、テレビ朝日） - 川上千佳子 役・早乙女ミホ 役（二役）（主演）
- 愛讐のロメラ（2008年、第2部から出演、東海テレビ） - 三枝歩美 役
- 世にも奇妙な物語 春の特別編「クイズ天国・クイズ地獄」（2009年3月30日、フジテレビ）
- アンタッチャブル〜事件記者・鳴海遼子〜 第7話（2009年11月27日、テレビ朝日） - ホステス・ユリ 役
- 曲げられない女 第1話（2010年1月13日、日本テレビ）
- あり得ない! 第6話「律儀な強盗犯」（2010年2月17日、毎日放送） - 矢口美沙子 役
- ドラマW 蛇のひと（2010年3月7日、WOWOW）
- 経済ドキュメンタリードラマ ルビコンの決断（2010年3月18日、8月5日、テレビ東京）
- 桂ちづる診察日録 第3-4話（2010年9月18日・25日、NHK総合） - お仲 役
- 世にも奇妙な物語 20周年スペシャル・秋 〜人気作家競演編〜「殺意取扱説明書」（2010年10月4日、フジテレビ） - 美由紀 役
- 四つ葉神社ウラ稼業 失恋保険〜告らせ屋〜 第6話（2011年5月12日、よみうりテレビ） - 九住遥 役
- 東野圭吾3週連続スペシャル 11文字の殺人（2011年6月10日、フジテレビ） - 川津幸代 役
- モメる門には福きたる 第13話（2013年1月23日、フジテレビ） - 岩崎玲奈 役
- 相棒 season19 第9話（2020年12月9日、テレビ朝日） - 浅井環那（カンナ） 役

#### バラエティー
- V.I.P.（2000年1月、フジテレビ） - 「フレッシュタレント」に出演
- ミスヤングマガジン2000（2000年3月、MONDO21）
- 人魚伝説（2000年4月 - 、テレビ神奈川） - レギュラー出演
- 王様のブランチ（2000年10月 - 、TBS） - 「星座ランキング」レギュラー出演
- THE夜もヒッパレ（2001年4月21日、日本テレビ）
- バックステージパス（2001年、BSフジ）
- 素顔のアイドル（2001年、Jドキュメント750）
- U-CDTV（2003年2月7日、TBS）
- 踊る!さんま御殿!!（2003年2月18日、日本テレビ）
- ネプリーグ（2003年4月16日・2004年1月14日・2005年3月23日・2006年7月10日、フジテレビ）
- やるヌキッ祭（2003年8月11日・10月13日・12月29日、テレビ東京）
- 銭形金太郎（2003年8月28日、テレビ朝日）
- 最高!ブギウギナイト（2003年9月5日、テレビ東京）
- BS11PM（2003年9月15日、BS日本）
- 夜のワイド魂（2003年9月16日、TBS）
- シナモン（2003年10月4日・11月1日・12月13日・2004年2月21日、テレビ東京）
- ニューカマーズ「恋愛保険」（2003年10月25日、フジテレビ）
- ヒデヨシ（2003年10月 - 2004年10月頃、中部日本放送）
- ロバートホール（2003年11月4日・19日、フジテレビ）
- 出没!アド街ック天国（2003年11月8日、テレビ東京）
- あいどるch（2003年11月18日・12月2日・16日・2004年1月13日、京都チャンネル）
- 新すぃ日本語（2003年11月19日、TBS）
- ディスカバ!99（2003年11月19日、TBS）
- ダウンタウンDX（2003年12月4日、日本テレビ）
- 内村プロデュース（2003年12月8日・2004年4月5日・8月23日・2005年4月18日・5月16日・7月4日、テレビ朝日）
- ラブセン!（2003年12月23日・2004年1月5日、TBS）
- 森田一義アワー 笑っていいとも!（2003年12月23日・2006年10月24日、フジテレビ）
- ジェネジャン（2003年12月29日・2004年8月28日・12月25日、日本テレビ）
- ウッチャンナンチャンお笑いバトル2003!!（2003年12月30日、TBS）
- イノキボンバイエ2003 〜馬鹿になれ夢をもて〜（2003年12月31日、日本テレビ）
- 第41回新春かくし芸大会2004（2004年1月1日、フジテレビ）
- 萌えてファンタジア（2004年1月10日、テレビ朝日）
- ダシヌキ!（2004年2月14日・21日、東海テレビ）
- ノブナガ（2004年3月6日、中部日本放送）
- 行列のできる法律相談所（2004年3月7日、日本テレビ）
- 退屈貴族（2004年3月15日、フジテレビ）
- クイズ!紳助くん（2004年3月22日・4月12日、朝日放送）
- 大人のコンソメ（2004年3月24日、テレビ東京）
- 春です!ETV新番組（2004年4月4日、NHK教育）
- 細木数子の人生ダメだし道場（2004年4月7日、フジテレビ）
- Pooh!（2004年5月17日、TBS）
- ロンロバ!金メダル!（2004年5月27日・6月3日・7月1日、TBS）
- 土曜スタジオパーク あなたの声に答えます（2004年6月5日、NHK総合）
- カミングダウト（2004年7月3日・2005年2月22日、日本テレビ）
- この未公開映画がすごい!（2004年 - 2005年、カミングスーンTV）
- エンタdeパンチ（2004年、エンタ!371） -イベント映像
- 登龍門F（2004年8月7日、フジテレビ） -音箱登龍門（2005年2月21日） - お笑い登龍門（2005年3月14日）
- お昼ですよ!ふれあいホール（2004年8月10日、NHK総合）
- ドライブ A GO!GO!（2004年8月22日・2005年4月3日、テレビ東京）
- たかじんONE MAN（2004年8月25日、毎日放送）
- スカパー!的グラドル社会科見学（2004年、倶楽部スカパー!TV）
- TVおじゃマンボウ（2004年9月4日・12月18日、日本テレビ）
- 香取慎吾の特上!天声慎吾（2004年9月12日・19日・26日、日本テレビ）
- 秋葉原・特命店長 売らNever Give Up!スペシャル（2004年9月26日、BS日本）
- ドラゴン&ボールアワー（2004年11月16日・23日、TBS）
- トミーズのはらぺこ亭（2004年11月27日、関西テレビ）
- 裏ジャニ（2004年12月7日、テレビ東京）
- ドスペ2「おなかいっぱいTV」（2004年12月11日、テレビ朝日）
- 世界まる見え!テレビ特捜部（2004年12月27日・2005年5月23日・7月4日、日本テレビ）
- G-1グランプリ05!史上最強グラドル決定（2004年12月31日、日本テレビ） - 根本はるみ、インリンらと共演。
- 細木数子の大晦日スペシャル!!全て見せます六星占術（2004年12月31日、日本テレビ）
- 不幸の法則（2005年2月2日、日本テレビ）
- 志村通（2005年2月16日、フジテレビ）
- ゼベック・オンライン「テレストランテ」（2005年2月25日、MXテレビ）
- 1億人の大質問!?笑ってコラえて!（2005年3月16日・7月20日、日本テレビ）
- タモリ倶楽部（2005年3月18日、テレビ朝日）
- オオカミ少年（2005年3月24日・4月14日、TBS）
- 三竹占い（2005年4月13日・2006年8月23日、テレビ朝日）
- 落下女（2005年 - 2006年、日本テレビ） - レギュラー
- クイズプレゼンバラエティー Qさま!!（2005年4月21日・2006年5月14日、テレビ朝日）
- 芸能プロフィール刑事（2005年4月26日、フジテレビ）
- ジャイケルマクソン（2005年4月27日、毎日放送）
- まちウケ（2005年4月28日、毎日放送）
- 所さん&おすぎの偉大なるトホホ人物伝（2005年4月29日、5月27日、テレビ東京）
- 痛快!エブリデイ（2005年5月3日、関西テレビ）
- トラベルウォーズ（2005年5月4日、TBS）
- ウラネタ芸能ワイド 週刊えみぃSHOW（2005年5月8日、読売テレビ）
- 空飛ぶ三輪車（2005年6月18日、岩手めんこいテレビ）
- 考えるヒトコマ（2005年6月21日、フジテレビ）
- くりぃむしちゅーのたりらリラ〜ン（2005年7月6日、日本テレビ）
- 芸能人専用タクシー し〜たく（2005年7月20日、テレビ東京）
- 天才!志村どうぶつ園（2005年10月27日・2006年7月20日、日本テレビ）
- クイズ発見バラエティー イッテQ!（2005年11月21日、日本テレビ）
- ロンQ!ハイランド（2005年12月11日・2006年4月9日・2008年4月27日、日本テレビ）
- シンデレラ男（2006年1月6日、テレビ東京）
- テレつく!「ラブセンスゲーム」（2006年1月15日、日本テレビ）
- 空飛ぶグータン〜自分探しバラエティ〜（2006年1月18日、フジテレビ）
- 元祖!でぶやスペシャル「全国グルメすごろく ニッポン食べちゃうぞ」（2006年3月3日、テレビ東京）
- 双方向TV 地球ゴーラウンド「生きものワンダーランド」（2006年3月4日、NHK-BS）
- 極上!腹ぺこ旅レシピ（2006年3月269月24日[いつ?]、日本テレビ）
- 史上最強のメガヒット カラオケBEST100 完璧に歌って1000万円（2006年4月7日・12月29日、テレビ朝日）
- インパクト!（2006年4月10日 - 9月18日、フジテレビ） - レギュラー
- タモリのジャポニカロゴス（2006年4月25日・8月22日・9月16日・2007年5月15日、フジテレビ）
- ロンブーの怪傑!トリックスター（2006年4月28日、テレビ東京）
- FNS26時間テレビ（2006年7月15日、フジテレビ）
- 中四国レインボーネット「懐かしの昭和探訪・わが町のオールウェイズ」（2006年7月22日、広島テレビ）
- トリビアの泉 〜素晴らしきムダ知識〜（2006年7月26日・9月6日・2007年5月12日・11月28日、フジテレビ）
- シンデレラビューティー（2006年8月14日、BS朝日）
- クイズタイムショック「芸能人バトルロイヤル11」（2006年9月28日、テレビ朝日）
- プライスバラエティ ナンボDEなんぼ（2006年11月25日・12月2日、関西テレビ）
- ぶっコギ!（2006年11月28日・12月5日、日本テレビ）
- あの歌がきこえる（NHK総合） - セミレギュラー
- お正月だから初体験（2007年1月5日、朝日放送）
- なるトモ!（2007年1月9日・8月6日、読売テレビ）
- 未来予報201x（2007年1月11日、日本テレビ）
- 第9回 2007NAGANO冬の祭典（2007年2月10日、テレビ信州） - ちとせ公園ゲスト
- フェイク・オフ〜完全なる相関図〜（2007年3月12日、フジテレビ） - VTR出演
- ゲームコングVII世（2007年3月24日、朝日放送）
- 芸能人雑学王No.1決定戦（2007年4月12日、テレビ朝日）
- 環境野郎Dチーム（2007年5月7日、フジテレビ）
- 今夜はえみぃ〜GO!!（2007年8月2日、毎日放送）
- チョイ旅in徳島（2007年8月11日、テレビ大阪）
- 勉強してきましたクイズ ガリベン「クラシック」（2007年8月25日、テレビ朝日） - 出題VTR
- 土曜はダメよ!（2007年9月1日、読売テレビ）
- クロノス『護衛中』（2007年9月2日・9日、フジテレビ）
- 美しき青木・ド・ナウ（テレビ朝日）
- FILM FACTORY（2007年10月8日・15日・22日・29日、テレビ東京）
- おとなの学力検定スペシャル小学校教科書クイズ!（2007年10月9日・12月30日、日本テレビ）
- ペケ×ポン「シックスプランズ」（2007年10月16日・23日、フジテレビ）
- 頑張る人応援バラエティ 体育の時間（2007年11月27日、テレビ朝日）
- 夫婦交換バラエティー ラブちぇん（2007年11月29日、名古屋テレビ放送）
- 1億分の1の男（2007年12月31日、フジテレビ）
- 幹事さまぁ〜ず 女だらけの大新年（生） アイドルいちご祭り2008（2007年12月31日、日本テレビ）
- 芸能界暴露死守ゲーム バクロス（2008年1月1日、フジテレビ）
- 浜ちゃんと!（2008年3月、読売テレビ・日本テレビ）
- ぴーかんテレビ「スラッシュQ」大感謝祭拡大SP（2008年11月3日、東海テレビ） - ドラマ「愛讐のロメラ」イベント同日開催
- 浜ちゃんが!（2009年7月20日、日本テレビ）
- 愛のお悩み解決!シアワセ結婚相談所（2010年5月18日、日本テレビ）
- 男おばさん+（2011年2月9日、フジテレビTWO）
- 銀玉王〜祭り〜（2011年12月23日、サンテレビ）
- やっぱり!ココに住みたい。（2017年9月20日 - 2018年2月（第2・第4水曜日）、RCCテレビ） - 広島の賃貸物件紹介番組
- じっくり聞いタロウ〜スター近況（秘）報告〜（2018年7月20日[15]、テレビ東京）
- 恋とか愛とか（仮） 不定期開店 Barコイカリ（広島ホームテレビ）
  - 国会議員の恋愛事情（2018年11月22日）上西小百合
  - 官能小説家の恋愛事情（2019年2月21日）蒼井凜花
  - CAの恋愛事情（2019年2月28日）蒼井凜花
  - AV男優の恋愛事情（2019年7月11日・10月31日）しみけん

#### 教養
- 100語でスタート!英会話（2004年度、NHK教育）
- デジタル・スタジアム（2005年 - 2008年、NHK-BS）
- 新京都見聞録（2007年6月30日・7月7日、KBS京都）
- 小池栄子の世界TVランド「テレビの未来」（2010年3月20日、NHK-BS）

#### その他
- 金曜競馬CLUB（2018年6月29日 - 10月26日、チバテレビ） - 「杏さゆりのうまコラボ」担当

### アニメ
- アズサ、お手伝いします!（2004年、アニマックス） - スーパーアズサ 役

### インターネット放送
- 第1回ギャオーディション（2007年、GyaO）
- Yahoo! ライブトーク・グラビアアイドルゼミナール（2007年12月14日、Yahoo! JAPAN）
- 鈴ラバ時々沈黙（2010年2月17日、アメーバスタジオ）

### ラジオ
- キャイ〜ン編集部・なぁ〜んでぇ〜すかぁ〜?（2000年4月 - 、TBSラジオ） - レギュラー
- Asian美少女ファイル（2000年7月 - 、有線ブロードネットワークス） - レギュラー

### 映画
- 仮面学園（2000年） - 2年A組生徒 役
- オーバードライヴ（2004年） - 五十嵐晶 役
- White Illumination（2005年） - 早川香織 役
- 劇場版 仮面ライダーキバ 魔界城の王（2008年） - 榊原とわ 役
- ハニー・フラッパーズ（2014年） - 由香里 役
- ベイブルース 25歳と364日（2014年） - トゥナイト しずか 役
- 奴隷区 僕と23人の奴隷（2014年） - 杉並ルシエ 役
- ハニー・フラッパーズ（2014年） - 由佳里 役
- マンゴーと赤い車椅子（2015年）
- 龍帝外伝《最終章》（2023年4月劇場公開、市原剛監督） - 美森沙耶 役[16]

### オリジナルビデオ
- むこうぶち14 高レート裏麻雀列伝 相方（2017年） - 住之江紀子 役

### 舞台
- 燻し銀河（2008年3月26日 - 30日、天王洲 銀河劇場） - イサ 役
- THE☆どツボッ!!（2008年7月18日 - 27日（全13回公演）、東京芸術劇場）
- Tower of Sugar（2009年7月23日 -26日、全労済ホール スペース・ゼロ） - 木下奈緒 役
- GACKT眠狂四郎無頼控 - 美保代 役
  - 東京公演（2010年5月14日 - 28日、日生劇場）
  - 大阪公演（2010年9月28日 - 10月20日、新歌舞伎座）
  - 名古屋公演（2010年11月20日 - 12月3日、中日劇場）
  - 福岡公演（2010年12月7日 - 10日、福岡サンパレス）
  - 札幌公演（2010年12月19日 - 23日、ニトリ文化ホール）
  - 広島公演（2011年1月10日 - 15日、広島市文化交流会館）
  - 仙台公演（2011年1月20日 - 25日、東京エレクトロンホール）
  - 東京凱旋公演（2011年2月16日 - 27日、東京国際フォーラム）
- HYBRID PROJECT Vol.5「MIDNIGHT DREAM〜機械城奇譚〜（SPRING SIDE）」（2011年11月3日 - 9日、中目黒キンケロ・シアター）
- 源氏物語×大黒摩季songs〜ボクは、十二単に恋をする〜（2012年5月11日 - 20日、天王洲 銀河劇場） - 朝顔 役
- BASARA（2012年12月12日 - 16日、全労済ホールスペース・ゼロ） - 千手姫 役
- 舞台「モリのアサガオ」（2015年10月20日 - 25日、中目黒キンケロ・シアター） - 寺島百合 役
- 舞台 恋とか愛とか（仮）（東京公演：2016年9月21日 - 25日、中野ザ・ポケット）
- パンクドランカー（2017年10月20日 - 28日、ラゾーナ川崎プラザソル）[17]
- 舞台 恋とか愛とか（仮）2（東京公演：2018年2月1日 - 4日、中目黒キンケロ・シアター）
- 気晴らしBOYZ「GROOM&GROOM」（2024年7月3日 - 7日、中野ザ・ポケット）[18]

### CM
- 積水ハウス グルニエ・ダイン（1999年11月 - ）
- カルビー食品 カルビーワッフル（2000年3月 - ）
- カプコン、幻魔 鬼武者（2002年2月 - ）
- ユニバーサルミュージック LOVE&FIGHT（2003年1月 - ）
- 日本コカ・コーラ TADAS（タダス）『プレゼンテーション篇』『トレンディードラマ篇』（2004年3月10日 - ）
- au by KDDI
  - 『リョーコ課長登場!篇』（2007年2月 - ） -篠原涼子、忍成修吾と共演
  - 『恋するリョーコ課長篇』（2007年4月 - ） - 篠原涼子、忍成修吾と共演
  - 『ワンセグ+おフロ+ネイル篇』（2007年6月 - ） - 篠原涼子と共演
  - 『動物達篇』（2007年8月 - ） - 篠原涼子、忍成修吾と共演
  - 『捨てられない女篇』（2007年11月 - ） - 篠原涼子、忍成修吾と共演

## 作品

### CD

#### シングル
- 100 MAGIC WORDS（2004年5月26日、フォーライフミュージックエンタテイメント、FLCF-7081） NHK教育『100語でスタート!英会話』（2004年度）エンディングテーマ
- 画用紙（2005年1月26日、ソニー・ミュージックダイレクト、MHCL-484） テレビアニメ『かいけつゾロリ』（名古屋テレビ放送）エンディングテーマ

#### オムニバスアルバム
- キラキラ♡魔女っ娘♡cluv（2010年2月10日、Pヴァイン、XNAE-10023/4）[19]
  - ふしぎなメルモ（ふしぎなメルモ OP）杏さゆり×bymski
  - Super Love Lotion（ときめきトゥナイト ED）杏さゆり×Mr.Hardgroove（Public Enemy）

### 写真集
- 2001年5月12日発売 「anzu/anzusayuri」（バウハウス） ISBN 978-4894616196
- 2002年5月20日発売 「Departure」（バウハウス） ISBN 978-4894616905
- 2003年
  - 1月24日発売 「水着ファイターEVOLUTIONS〜anzu'roses」（集英社） ISBN 978-4087803709
  - 6月26日発売 「あんずDROPS」（学研） ISBN 978-4054019720
- 2004年
  - 8月8日発売 スパイシーガール 杏さゆり写真集 サブラ別冊（小学館）
  - 11月10日発売 「&ZOO」（ぶんか社） ISBN 978-4821126361
- 2005年
  - 7月5日発売 「in Thailand」DVD付（メディア・クライス） ISBN 978-4778806255
  - 8月1日発売 「Charm」（バウハウス） ISBN 978-4778803216
- 2006年10月12日発売 「月刊 杏さゆり」（新潮社） ISBN 978-4107901644
- 2014年6月27日発売 「Anzu Returns」（ワニブックス） ISBN 978-4847046575[20]

### イメージビデオ・DVD
- fine.（2001年）
- D-splash（2001年）
- ファイナル・ビューティー（2002年）
- Departure（2002年）
- FLOWER（2002年）
- anzu n' roses（2003年）
- あんずCANDY（2003年）
- 閲覧~etsuran〜（2004年）
- Wind Of Anzu（2005年）
- 杏の挑戦（2005年）
- Evolution（2007年）